# 숙명학원

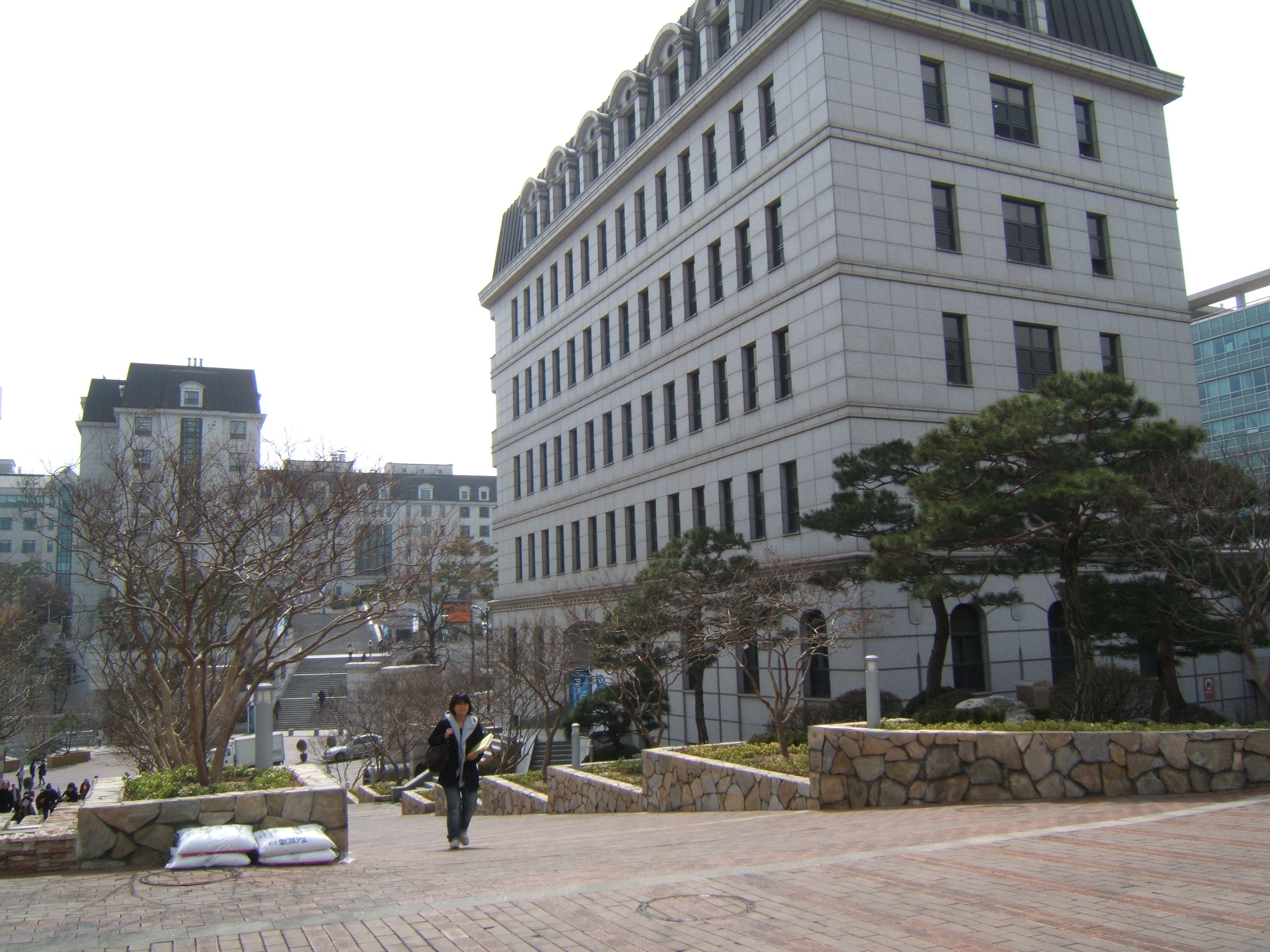
숙명학원 이사장실이 위치한 숙명여자대학교 행정관.

학교법인 숙명학원(學校法人 淑明學院)은 대한민국의 학교법인이다. 설립자는 고종의 후궁인 순헌황귀비이다. 현재 숙명여자대학교를 운영하고 있다.

## 역사
1906년 고종의 후궁인 순헌황귀비가 출자하여 용동궁에 명신여학교(明新女學校)를 설립하고 초대 교장으로 정경부인 이정숙(李貞淑)이 취임하였다. 명신여학교는 1908년 명신고등여학교(明新高等女學校)로 개칭하였고, 1909년 숙명고등여학교(淑明高等女學校)로, 1911년 숙명여자고등보통학교(淑明女子高等普通學校)로 개칭하였다. 1912년 경선궁과 영친왕이 하사한 토지의 수익금으로 숙명여자고등보통학교를 운영하는 재단법인 숙명학원이 설립되었으며, 명신여학교의 학감이던 후치자와 요시에가 이사로 취임하였다. 1937년 이왕직 장관이던 시노다 지사쿠가 초대 이사장으로 취임하였고, 1938년 서울 용산구 청파동에 숙명여자전문학교를 설립하였다. 1946년 숙명여자고등보통학교는 교명을 숙명여자중학교로 변경하였고, 1951년 신교육법에 의해 중학교와 고등학교로 분리되었다. 1955년 숙명여자전문학교는 종합 대학으로 승격되었다. 1964년 학교법인으로 조직을 변경하였다.
2012년 3월 15일 교육과학기술부는 숙명학원이 대학의 기부금을 재단의 계좌로 이체하여 다시 대학에 교부한 것을 이유로 이용태 숙명학원 이사장을 포함한 이사 5명과 감사 1명에 대한 승인을 취소하였다. 이사회는 한영실 총장이 언론 매체에 해당 사실을 유출하여 이사회의 업무를 방해했다며 한영실 총장의 해임을 의결하였다. 3월 30일 서울서부지방법원은 숙명여대가 제기한 가처분 신청을 받아들여 한영실 총장을 해임한 이사회 결의의 효력을 임시로 정지하였고, 한영실 총장은 업무에 복귀하였다. 한편 4월 4일 교과부는 최종적으로 이들의 승인을 취소하였다. 승인이 취소된 이사들은 서울행정법원에 교과부의 취소 처분에 대한 집행 정지를 신청하였고 법원이 4월 25일 이들의 가처분 신청을 받아들여 승인이 취소된 이사들은 이사회로 복귀하였다. 8월 16일 서울행정법원은 교과부의 승인 취소 처분을 취소하라고 판결하였다.
2013년 숙명여고의 자립형 사립 고등학교 전환을 추진하기 위하여 숙명학원에서 숙명여중, 숙명여고를 운영하는 명신여학원이 분리되었다.

## 운영 학교

### 현재
- 숙명여자대학교

### 과거
- 숙명여자고등학교
- 숙명여자중학교